# Габриелян, Виталий Рубенович
Виталий Рубенович Габриелян (27 октября 1944, Баку — 2 июля 2022) — советский, азербайджанский, армянский и белорусский шашист, четырёхкратный чемпион СССР по русским шашкам (1966, 1969, 1973, 1977), призёр чемпионата мира по бразильским шашкам (1999). Мастер спорта СССР (1962), международный гроссмейстер (1968).

## Биография
Виталий Габриелян начал заниматься шашками в 1959 году в бакинском Дворце пионеров и школьников под руководством заслуженного тренера СССР Николая Хачатурова. Уже в 1961 и 1962 году становился чемпионом СССР по русским шашкам среди юношей, а в 1963 году дебютировал во взрослом чемпионате СССР. В дальнейшем на протяжении многих лет оставался одним из сильнейших шашистов СССР, четырежды становился чемпионом СССР (1966, 1969, 1973, 1977) и обладателем Кубка СССР (1969, 1977, 1981, 1982) в составе сборной команды Вооружённых сил СССР.
Также успешно выступал в соревнованиях по международным шашкам, становился чемпионом Азербайджанской ССР, был участником финала чемпионата СССР (1979), победителем открытого чемпионата США (1987).
В конце 1980-х годов в связи с началом Карабахского конфликта был вынужден переехать в Ереван, где был назначен старшим тренером сборной Армении по шашкам, избран заместителем председателя Федерации шашек Армении.
В 1994 году переехал на родину жены в белорусский город Марьина Горка, где основал и возглавил шашечный клуб «Дебют». В дальнейшем выступал за Белоруссию, в 1999 году стал бронзовым призёром чемпионата мира и чемпионом Бразилии в составе клуба «Сан-Андре» по бразильским шашкам. В 2008 году вместе со своим сыном Владиславом был участником первых Всемирных интеллектуальных игр в Пекине.
Является автором 12-ти методических пособий и книги «Стихия чёрных диагоналей» (2014). В Марьиной Горке проводится международный юношеский турнир по шашкам «Листопад» на призы Виталия Габриеляна.

## Образование
В 1975 году окончил Азербайджанский институт народного хозяйства им. Д. Буниатзаде.

## Семья
- Галина Фрид (род. 1946) — жена, мастер спорта СССР по шашкам, неоднократная чемпионка Азербайджанской ССР и Вооруженных сил СССР, участница международных турниров.
- Владислав Габриелян — сын, мастер спорта СССР, чемпион СССР по русским шашкам среди юношей (1989), чемпион СССР по английским шашкам (1991).
- Вячеслав Габриелян (род. 1974) — сын, занимается предпринимательством.